# بريان باتيستون
بريان باتيستون (بالإنجليزية: Brian Battistone)‏ مواليد 10 أغسطس 1979 في كاليفورنيا، الولايات المتحدة، هو لاعب كرة مضرب أمريكي بدأ مسيرته كمحترف سنة 2007 يلعب باليد اليمنى. أعلى تصنيف له في الفردي كان المركز الـ 853 في سنة 2009. أعلى تصنيف له في الزوجي كان المركز الـ 88 في سنة 2010.

## النهائيات

### الزوجي: 11 (4–7)
| الحصيلة | الرقم | التاريخ (النهائي) | الدورة                     | الأرضية | الشريك            | المنافس في النهائي           | النتيجة               |
| الفوز   | 10.   | مايو 15, 2010     | ساراسوتا, الولايات المتحدة | ترابية  | ريلير ديارت       | جيرو كريتشمير ألكسندر ساتشكو | 5-7, 7-6(7–4), [10-8] |
| الوصافة | 11.   | سبتمبر 11, 2010   | جنوة, إيطاليا              | ترابية  | أندرياس سيلجستروم | أندريه بيجمان مارتن إمريك    | 6–1, 6–7(3–7), [7–10] |

## روابط خارجية
- بريان باتيستون على موقع رابطة محترفي التنس (الإنجليزية)
- بريان باتيستون على موقع الاتحاد الدولي لكرة المضرب (الإنجليزية)
- بريان باتيستون على موقع خلاصة التنس.كوم (الإنجليزية)
- بريان باتيستون على موقع إي إس بي إن.كوم (الإنجليزية)